# 湖之角站
湖之角站（法語：Pointe du Lac）是巴黎地鐵的一個車站。湖之角站位於克雷泰伊，開通於2011年10月8日，是巴黎地鐵8號線的延伸工程的一部分。湖之角站是巴黎地鐵8號線在東側的起點車站。

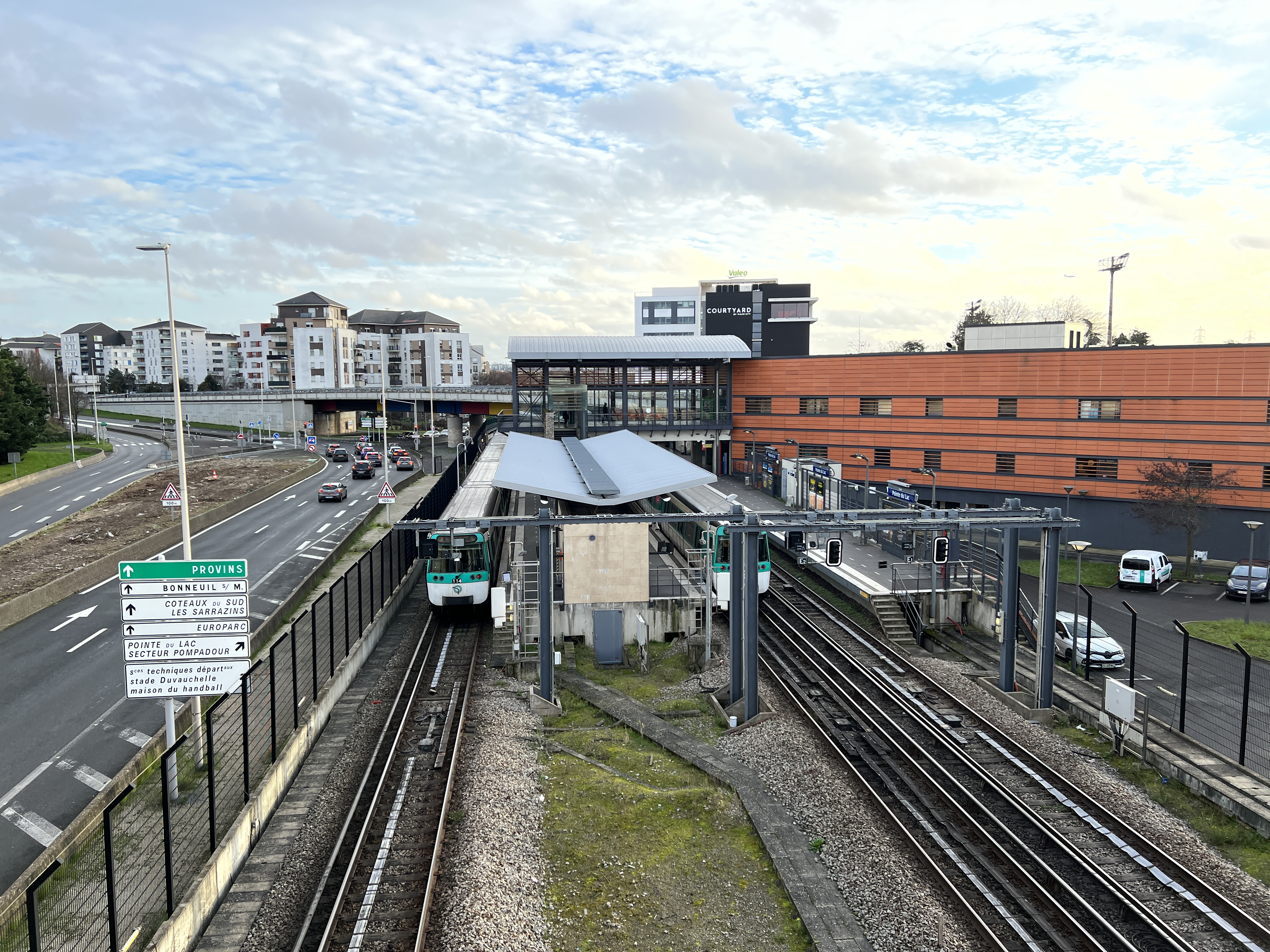
車站全景（2022年1月）

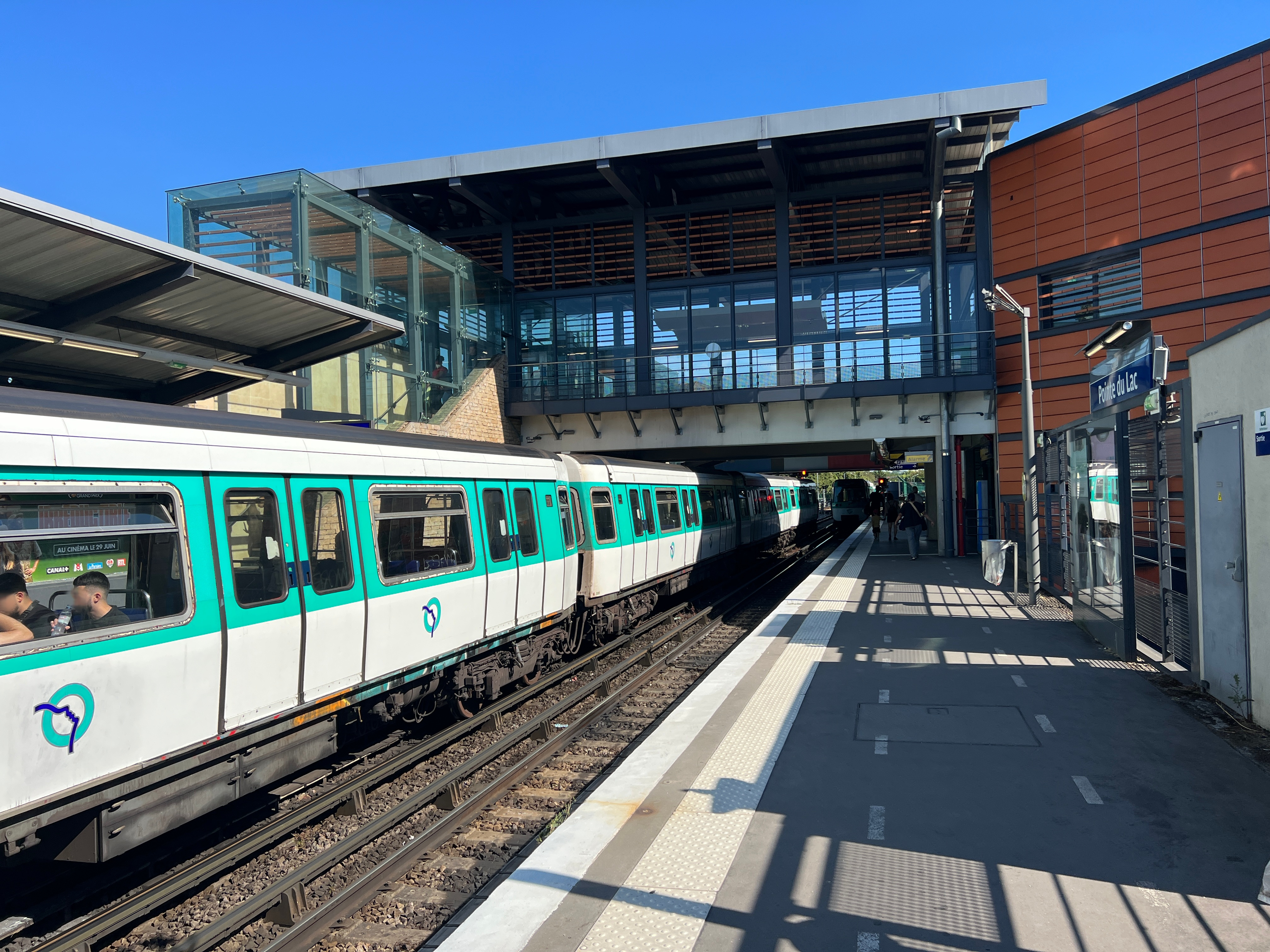
月台（2022年7月）

## 車站結構
| 月台層 | 西行                  | 往巴拉（克雷泰伊省府） |
| 月台層 | 島式月台，左/右側開門 |                        |
| 月台層 | 西行                  | 往巴拉（克雷泰伊省府） |
| 月台層 | 東行                  | 只限落客               |
| 月台層 | 側式月台，右側開門    |                        |
| 月台層 | 1F                    | 夾層                   |
| 月台層 | 街道層                |                        |